# Iris (stripblad)
Iris was een Nederlands (amateur-)stripblad dat onregelmatig verscheen tussen 1990 en 1995. In totaal werden er 15 nummers plus een proefnummer (nr. 0) uitgebracht. Het werd opgericht door verschillende studenten van de Katholieke Universiteit Nijmegen.
Medewerkers waren onder anderen Mark Retera van DirkJan, Remco Polman van Mooves, Maaike Hartjes van Maaike's Dagboekje, Peter Nuyten, Frans Wentholt en Paul Hoogma.
Sommige van de strips die in Iris werden gepubliceerd werden later ook buiten de stripwereld bekend: Dirk Jan en Maaike's Dagboekje. 